# Prígorodni (Tuapsé, Krasnodar)
Prigorodni (del ruso: Пригородный) es un posiólok del raión de Tuapsé del krai de Krasnodar, en el sur de Rusia. Está situado en las estribaciones meridionales del extremo oeste del Cáucaso Occidental, en la orilla derecha del río Tuapsé, frente a Zarechie, 4 km al nordeste de Tuapsé y 103 km al sur de Krasnodar, la capital del krai. Tenía 819 habitantes en 2010.
Pertenece al municipio Veliaminovskoye.

## Transporte
Por la localidad pasa la carretera R254 Maikop-Tuapsé.